# 贝多尼亚
贝多尼亚（義大利語：Bedonia），是意大利帕尔马省的一个市镇。总面积167平方公里，人口3722人，人口密度22.3人/平方公里（2009年）。ISTAT代码为034003。